# Arion Bank
Arion Banki hf. (wcześniej Nýja Kaupþing hf) – islandzki bank komercyjny, następca gospodarczy zlikwidowanego w wyniku kryzysu finansowego w 2008 r. Kaupthing Bank.

## Działalność
Bank świadczy powszechne usługi finansowe na rzecz przedsiębiorstw, inwestorów instytucjonalnych i osób fizycznych.
Celem banku jest oferowanie usług w zakresie bankowości relacyjnej, koncentrując się na dużych klientach korporacyjnych i osobach fizycznych poszukujących szerokiego spektrum rozwiązań finansowych.
Najważniejsze spośród oferowanych produktów bankowych można podzielić na cztery kategorie: zarządzanie aktywami, bankowość inwestycyjną, bankowość korporacyjną i bankowość detaliczną.
Arion Bank Group składa się ze spółki dominującej i ośmiu głównych jednostek zależnych.
Pod koniec 2009 r. Arion Bank zatrudniał 1057 osób (uwzględniając pracowników jednostek zależnych).